# Ulrika Lindstrand

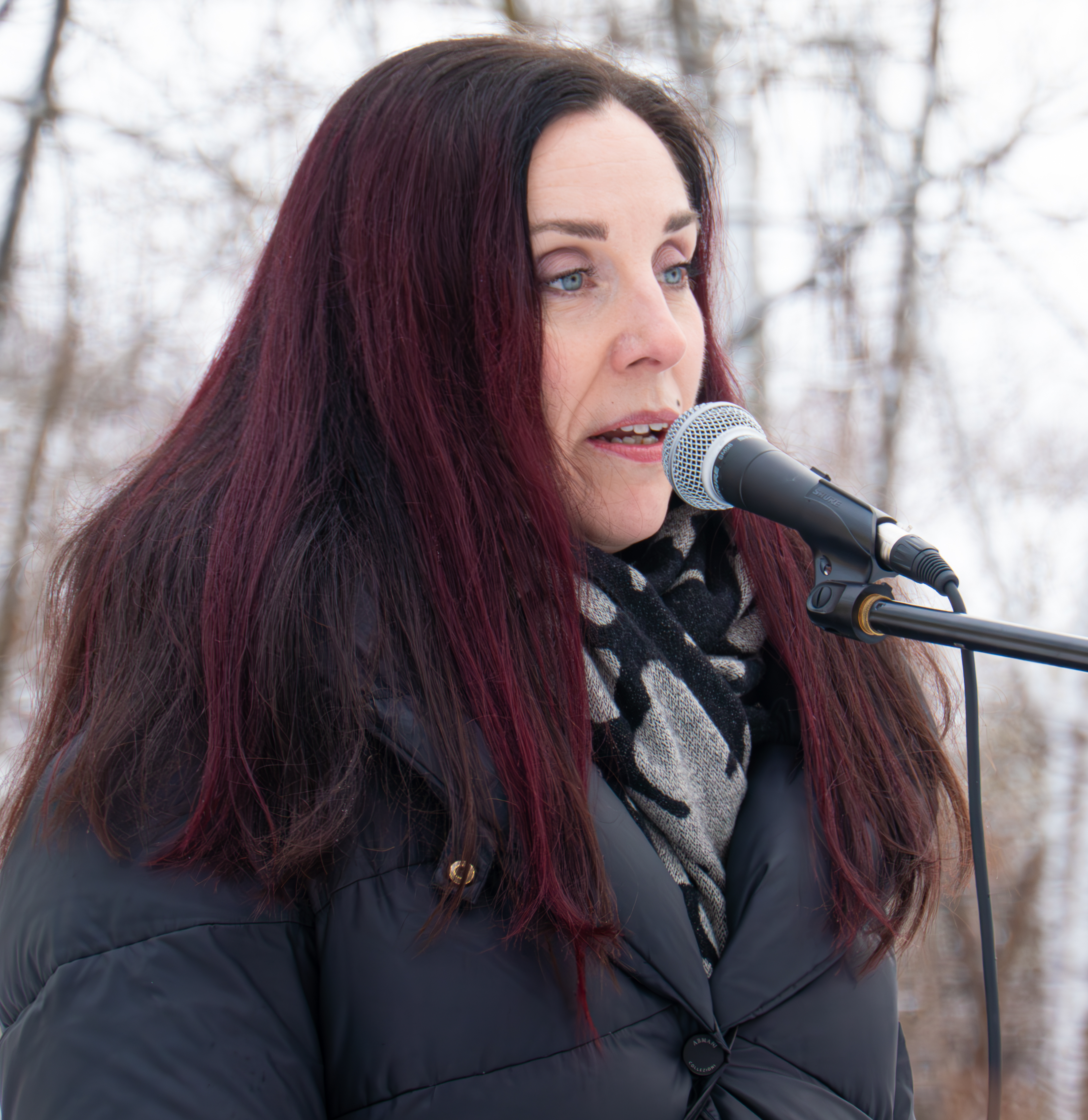
Ulrika Lindstrand talar under manifestationen Ryssland ut ur Ukraina utanför ryska ambassaden i Stockholm den 14 februari 2024.

Ulrika Lindstrand, född 1973, är en svensk civilingenjör i kemiteknik från Chalmers tekniska högskola och sedan 2016 ordförande för Sveriges Ingenjörer, hon har suttit med i Sveriges ingenjörers förbundsstyrelse sedan 2010 och som 1:e vice ordförande sedan 2012.
Lindstrand har haft olika uppdrag på McNeil i Helsingborg sedan 1999.
Ulrika Lindstrand har också arbetat inom pyroteknik, som hon vid sidan om sina studier lärde sig i Chalmers pyrotekniska kommitté som är en kommitté under Chalmers studentkår.
Hon har också varit aktiv tävlingsdansare i tiodans och tränats av bland andra Ann Wilson och Cecilias Lazar.